# Brave (браузер)
Brave («Брейв») — інтернет-браузер із відкритим вихідним кодом, розроблений компанією Brave Software Inc. на основі браузера Chromium. Браузер блокує оголошення та відстежування відстежувальні програми вебсайтів. Для майбутньої версії вебпереглядача компанія пропонує застосувати бізнес-модель pay-to-surf.
Станом на 2020 рік Brave працює на операційних системах Windows (64- та 32-біт), MacOS, Linux, Android та iOS. Поточна версія за замовчуванням надає змогу використовувати 5 пошукових систем на вибір, включно з їхнім партнером — пошуковиком DuckDuckGo.

## Бізнес-модель
Компанія Brave Software оголосила про розробку функції, яка дозволяє користувачам, за бажанням, увімкнути показ реклами у своїх браузерах, але при цьому виводитиметься лише та реклама, яку пропонуватиме сама компанія, і відтворюватиметься на місці тієї, яку браузер заблокує. За перегляд такої реклами компанія має намір сплачувати 15 % прибутку платформам, на яких вона розміщена, ще 15 % — залишати собі, а цілих 70 % — віддавати користувачам, які її переглядають у браузері Brave. Користувачі потім зможуть пожертвувати свою частку доходу видавцям контенту за допомогою мікроплатежів (можливості виведення коштів на власний рахунок користувача не передбачено).
У тестовій версії браузера Brave визначає цільову аудиторію для інтернет-реклами, аналізуючи анонімізовану історію вебперегляду користувачів.
Платформа для обміну рекламними оголошеннями Basic Attention Token (BAT) компанії Brave Software отримала інвестиції від компаній Danhua Capital, Digital Currency Group, Foundation Capital, Founders Fund, Huiyin Blockchain Venture, Pantera Capital та Propel Venture Partners. Спочатку, 2015 року, компанія була інкорпорована в Delaware як Hyperware Labs, Inc. Згодом її назву змінили на Brave Software, Inc та зареєстрували в Каліфорнії, де розташована штаб-квартира компанії.

## Історія
Brave розроблено компанією Brave Software, яку 28 травня 2015 року заснували Брендан Айк, який став її генеральним директором, та Браян Бонді, що став технічним директором. 20 січня 2016 року компанія Brave Software випустила першу версію браузера Brave із функцією часткового блокування реклами, а також оголосила про плани на функцію заміни однієї реклами на іншу, та про майбутню програму розподілу прибутку, отриманого від користування цією функцією.
У червні 2018 року компанія Brave випустила тестову версію браузера на основі бізнес-моделі pay-to-surf. Ця версія Brave має 250 попередньо встановлених рекламних оголошень і надсилає на сервери компанії детальний журнал активності користувачів у мережі із короткочасною метою тестування цього функціоналу. Компанія Brave оголосила, що має в планах розширені випробування. Пізніше того ж місяця у браузері Brave з'явилася підтримка Tor для приватного режиму перегляду. У грудні того ж року Brave закликає бойкотувати продукти компанії Google із приводу рекламної практики, яку та використовує.
Браузер Brave є стандартним браузером на мобільному телефоні HTC Exodus 1, який створено із орієнтацією на використання криптовалюти.

## Відгуки критиків
TechCrunch, Computerworld та Engadget назвали плани заміни рекламних оголошень у Brave «контроверсійними».
У січні 2016 року, у відповідь на перше оголошення про вихід програмного забезпечення Brave, Себастьян Ентоні з Ars Technica описав Brave як «cash-grab» (тобто продукт, створений суто для заробляння грошей) та «double dip» (нечесне отримання прибутку з двох джерел). Ентоні зробив висновок: «Brave — цікава ідея, але, загалом, практика виставлення власної реклами попереду чужої сприймається несхвально».
У лютому 2016 року Енді Патрісіо з Network World написав огляд на дорелізну версію Brave. Патрісіо розкритикував набір функцій браузера, охарактеризувавши його як «надзвичайно примітивний» («mighty primitive»), але похвалив його продуктивність: «Сторінки завантажуються миттєво. Я не можу зробити справжню порівняльну оцінку завантажень сторінок, оскільки вони відбуваються швидше, ніж я можу запустити/зупинити секундомір.»
У квітні 2016 року генеральний директор Асоціації газет Америки Девід Чаверн заявив, що запропонована заміна реклами у браузері Brave «повинна розглядатися судами, споживачами та тими, хто цінує творення контенту, як незаконна й така, що вводить в оману». У відповідь на цю заяву Айк наголосив, що браузер віддає «левову частку» доходу від реклами видавцям контенту.
У квітні 2017 року вебсайт TechWorld високо оцінив «велику швидкість та розширений контроль відстеження реклами» у Brave, але заявив, що «функціонал розширень все ще недостатній».

## Функції

### Brave Leo
Brave Leo AI- це чат-бот на основі великої мовної моделі, розроблений компанією Brave Software, який входить до складу десктопного браузера Brave. Випущений 2 листопада 2023 року, Leo використовує LLaMA 2 LLM від Meta Platforms та Claude LLM від Anthropic. Він може задавати додаткові запитання та узагальнювати веб-сторінки, PDF-файли та відео. Відповіді, надані Лео, не зберігаються. Лео має платну преміум-версію, яка дозволяє робити більше запитів і використовує більші LLM.

### Brave Firewall + VPN
Brave Firewall + VPN - це браузерний брандмауер і VPN для ПК, iOS та Android. Він використовує Guardian VPN.

### Brave Search
Brave Пошук - це пошукова система, орієнтована на конфіденційність.

### Brave Wallet
Brave Гаманець - це нативний криптогаманець, який не потребує жодних розширень. Він підтримує всі EVM-сумісні ланцюжки (Polygon, xDai, Avalanche тощо) та ланцюжки L2. Крім того, Brave Wallet можна використовувати для зберігання невзаємозамінних токенів. Десктопна версія підтримує також апаратні гаманці, такі як Ledger і Trezor, а підтримка мобільних пристроїв планується.

### Brave Swap
Brave Swap - це агрегатор криптовалюти DEX на основі 0x. Він дозволяє користувачам обмінювати токени Ethereum на інші токени прямо в браузері. Brave заробляє на цьому гроші.

### Brave Shields
Brave Захист — це вбудований у Brave браузер блокувальник реклами та трекерів. Ввімкнений за замовчуванням.

### Brave Talk
Brave Розмови - це браузерний інструмент для відеоконференцій на основі Jitsi. Має як безкоштовний, так і платний варіант.

### Tor windows
У десктопній версії Brave браузер є приватне вікно Tor з підтримкою .onion та мостів Tor.

### Brave Rewards
Brave Винагороди - вбудована у Brave браузер система підтримки творців контенту та отримання токенів (BAT) за перегляд реклами.

## Basic Attention Token (BAT)

Логотип Basic Attention Token

«Basic Attention Token» (BAT, дослівно — «базовий токен уваги») — децентралізована платформа обміну рекламними оголошеннями з відкритим кодом, заснована на платформі Ethereum. Платформа інтегрована у веббраузер Brave; з будь-якого іншого браузера користуватися платформою або отримати до неї доступ неможливо. Сервіс Brave Payments, який раніше використовував Bitcoin, надає користувачам змогу нагороджувати вебсайти та творців контенту (наприклад, ютуберів та стримерів наTwitch) токенами BAT, принцип використання яких подібний до того, який застосовується такими патронажними сервісами, як Patreon.
Інтеграція BAT у застосунок передбачає впровадження BAT Ads — системи, яка показує користувачам рекламу на основі локально збережених даних. Таргетування рекламних оголошень здійснюється локально, усуваючи необхідність відстежування реклами сторонніми розробниками.
У ICO 31 травня 2017 року було продано 1 мільярд BAT на загальну суму 156 250 криптовалютних одиниць Ethereum (35 мільйонів доларів США) менше ніж за 30 секунд. Додаткові 500 000 000 BAT були збережені командою для пулів розробників та зростання користувацької бази. Ці пули використовуються для просування цієї платформи.
Команда додатково отримала щонайменше 7 мільйонів доларів США у формі ангельських інвестицій від фірм венчурного капіталу, серед яких — Founders Fund Пітера Тіля, Propel Venture Partners, Pantera Capital, Foundation Capital та Digital Currency Group.
На початку грудня 2017 року команда розробників виплатила перший раунд своїх грантів із пулу зростання користувачів. Загалом 300 000 BAT було роздано новим користувачам за принципом «перший прийшов — перший отримав».
У середині січня 2018 року, у рамках рекламної роздачі, команда видала користувачам токенів BAT на суму 1 мільйон доларів США. Ці гранти було заявлено протягом десяти днів.
1 березня 2018 року компанія розширила підтримку Brave Payments для стримерів на платформі Twitch.tv та збільшила гранти на реферальні програми у валюті BAT на суму 1 мільйон доларів США.
До значущих видавців, які приймають токени BAT, належать Washington Post, The Guardian, Vimeo, MarketWatch, Barron's та Vice.